# Gerhard Schmidt (Verbandsfunktionär)

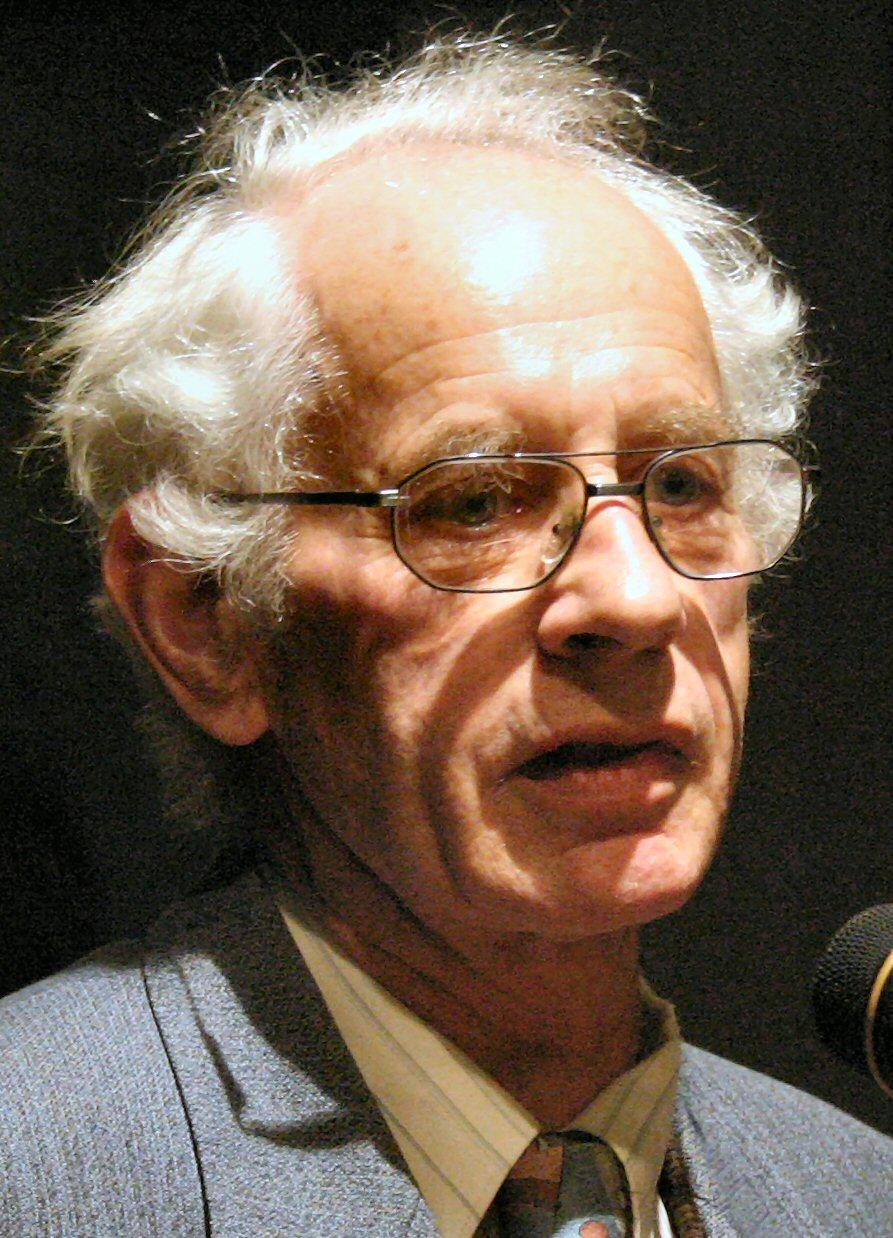
Gerhard Schmidt 2003

Gerhard Schmidt (* 12. Juli 1932 auf Petersholm; † 4. Mai 2008 in Gravenstein) war ein dänisch-deutscher Verbandsfunktionär und von 1975 bis 1993 Hauptvorsitzender des Bundes Deutscher Nordschleswiger, der Dachorganisation der deutschen Minderheit in Dänemark.

## Leben
Gerhard Schmidt wurde auf dem Hof Petersholm geboren und wuchs in einer traditionsreichen Familie auf – stark geprägt durch seinen Großvater Pastor Johannes Schmidt-Wodder, der nach 1920 die führende Persönlichkeit der deutschen Volksgruppe war.
Von 1975 bis 1993 war Gerhard Schmidt Hauptvorsitzender des Bundes Deutscher Nordschleswiger, der Dachorganisation der Deutschen Minderheit in Dänemark, und in dieser Eigenschaft auch Mitglied des Kopenhagener Kontaktausschusses bei Regierung und Folketing und des Gremiums des Schleswig-Holsteinischen Landtages für Fragen der deutschen Minderheit in Nordschleswig.
Er setzte sich nach der Sozialreform in Dänemark 1976 stark ein für die Umstellung der sozialen Arbeit der Minderheit und für die Einrichtung des Sekretariats der deutschen Volksgruppe in Kopenhagen im Jahre 1983. Höhepunkte seiner Amtszeit waren die Besuche von Königin Margrethe II. 1986 und der Bundespräsidenten Walter Scheel 1979 und Richard von Weizsäcker 1989.

## Auszeichnungen
- Bundesverdienstkreuz 1. Klasse
- Ritter des dänischen Dannebrogorden
- Schleswig-Holstein-Medaille